# 엘브리지 게리
엘브리지 토머스 게리(Elbridge Thomas Gerry, 1744년 7월 17일 ~ 1814년 11월 23일)는 미국의 외교관이자 제5대 부통령 (1813년 ~ 1814년)이다. 게리는 영국의 식민지 정책의 매우 비판적이었고 미국 독립 전쟁의 시초적 단계들이 있던 동안 저항 운동을 결성하는 것에 극히 중대한 역할을 하였다. 부통령으로 올라가기 전에 그는 제2차 대륙회의에서 지내면서 연합 규약과 미국 독립 선언에 서명자였다.
1787년 그는 필라델피아 제헌회의가 권리 장전을 담고 있지 않았기 때문에 그것이 열린 동안 미국 헌법에 서명하는 데 거부한 3명 중의 하나였다. 1810년 그는 몇몇의 실패한 시도들 끝에 제9대 매사추세츠주 주지사가 되었다. 게리는 1812년 자기 정당에 유리하도록 선거구를 분할한 이른바 게리맨더링 사건으로 유명하다.

## 학력
- 하버드 대학교 (1758~1762) (인문학 학사)
- 하버드 대학교 (1762~1765) (인문학 석사)

## 어린 시절
오늘날 매사추세츠주 마블헤드에 속하는 영국령 아메리카 매사추세츠만 마블헤드에서 토머스와 엘리자베스 게리에게 태어났다. 그의 부친은 마블헤드의 외부를 운영한 선박 상인이자 지방 정치에 연루되었다. 그는 또한 지방 시민군에서 수단이었다. 엘브리지는 자신의 부친에 의하여 5명 만이 어린 시절을 생존한 11명의 자녀들 중에 셋째였다. 그는 처음에 개인 과외를 받았고, 14세로 몇달 후에 하버드 대학교에 입학하였다. 1762년 그는 문학사를 받았고, 1765년 인문학 석사를 취득하러 갔다.
자신의 인문학 석사 취득 후, 게리는 상인 사업에서 부친에게 가입하였다. 그들의 사업은 북아메리카의 해안, 스페인과 서인도 제도를 따라 강한 연결들과 함께 매우 번창하였다. 게리 가족은 가장 부유한 매사추세츠 상인들 중의 하나가 되었다.

## 정치 경력
게리는 영국의 정책들의 떠들석한 반대자가 되었다. 1763년 그는 프렌치 인디언 전쟁 후 식민지들에 세금을 부과하는 데 의회의 입찰에 대항하는 연설을 하였다. 그는 1770년 세금이 부과된 영국산 제품들에 수입 금지를 이행하는 데 추구한 마블헤드 위원회의 일원이었다. 그는 존 애덤스, 새뮤얼 애덤스와 머시 오티스를 포함한 다른 주창자들과 함께 특파원들을 만들었다. 1772년 5월 게리는 매사추세츠만 대법원으로 선출되었다. 법원에서 그는 특파원 위원회를 형성하는 데 업무가 내려졌다. 1776년부터 1780년까지 그는 제2차 대륙회의에서 지냈다. 이 시기 동안 그는 1776년 미국 독립 선언의 통과를 추친하는 어떤 다른 일원들을 납득시키는 극히 중대한 역할을 하였다. 1783년 그는 연합회의에 가입하여 1785년까지 거기에 지냈다. 1788년 게리는 연방 하원으로 선출되어 2개의 기간들을 지냈다.

## 매사추세츠주지사
무소속이었던 게리는 1800년 민주공화당에 입당하여 매사추세츠주지사를 위하여 겨루기로 결정하였다. 자신의 주요 경쟁자 케일럽 스트롱이 주에서 매우 인기가 있으면서 게리는 4년간 거절되었다. 비성공적으로 지낸 후, 그는 자신의 다가오는 금융 위기를 포함한 개인적 문제들과 함께 다루는 목적에 비상근 근무로 들어가기로 결정하였다. 그는 자신의 형 새뮤얼 러셀을 위하여 지급이 예정된 대부금을 보증하였다. 1810년 게리는 당시 연방당 주지사 크리스토퍼 고어를 상대로 겨루러 돌아왔다. 그는 고어를 상대로 자신이 좁게 승리하면서 이번에는 성공적이었다. 그는 다시 고어를 상대로 경연에 이어 사무직을 유지할 수 있었다. 주지사로서 자신의 첫 기간 동안 게리는 연방당원들이 당시 주의 연방 상원을 통치하였기 때문에 낮은 요소에 있었다.
하지만 자신의 두번째 기간 동안 그는 민주공화당이 통치하였던 당시 이래 매우 논쟁적이 되었다. 게리는 직무로부터 몇몇의 연방당 임명자들을 제거하였고, 민주공화당의 당파들과 함께 사법부를 채웠다. 그는 1812년 케일럽 스트롱에게 선거를 패하였다.

## 제5대 부통령
게리는 1812년 미국 대통령 선거를 위하여 제임스 매디슨에게 부통령 후보러서 민주공화당에 의하여 지명되었다. 매디슨은 직무에 자신의 두번째 기간을 추구하고 있었다. 게리는 북부의 투표들을 끌어들일 안전한 선택으로 보였다. 매디슨은 대통령으로서 뽑혔고 게리는 1813년 3월 직무로 선서되었다. 68세의 나이에 직무로 오면서 1929년 찰스 커티스까지 자신을 연장자 부통령으로 만들었다. 직무로 들어가 겨우 1년 반 만에 1814년 11월 23일 미국 재무부의 조지프 너스를 방문 중에 병이 들었다. 그는 사무실로 돌아와 곧 사망하였다.

## XYZ 사건
1797년 존 애덤스 대통령은 프랑스 제1공화국에서 특별 외교 사절을 위하여 게리와 다른이들을 임명하였다. 1786년 미국와 영국은 제이 조약을 비준하였고, 그것은 미국과 프랑스 사이에 긴장들에 결과를 가져왔다. 프랑스의 지도자들은 조약을 영미의 동맹으로 보았고, 그것은 적대 행위들의 일련을 시작하였다. 이것과 함께 게리, 존 마셜과 찰스 코츠워스 핑크니는 문제들을 해결하러 사절단으로 보내졌다. 프랑스에 있던 동안 그들은 외무 장관 샤를모리스 드 탈레랑페리고르와 잠시 만났다. X, Y, Z로 증명된 몇몇의 프랑스 관리들이 회담이 지속될 수 있기 전에 사절단으로부터 뇌물을 요구하였을 때 일들이 시들어졌다. 게리와 그의 팀은 뇌물을 지급하는 것을 거부하여 그러므로 탈레랑페리고르와 협상들은 지속될 수 없었다. 마셜과 핑크니는 1798년 4월 귀국하였지만 게리는 만약 자신이 떠나면 탈레랑페리고르가 미국을 상대로 전쟁을 위협하였기 때문에 남아있었다.
게리는 비성공적으로 아무 의미있는 협상들에 도달하였고, 동년 8월에 떠났다. 이 일은 1798년부터 1800년까지 선언되지 않은 유사전쟁에 결과를 가져왔다. 귀국 당시에 재무장관 티머시 피커링을 포함한 연방당원들은 협상을 진행하는 데 충분히 하지 않은 것으로 엘브리지 게리를 고발하였으나, 존 애덤스 대통령과 토머스 제퍼슨 같은 다른 민주공화당원들에게서는 지지를 얻었다.

## 개인 생활
게리는 자신보다 20세 연하의 앤 톰슨과 결혼하였다. 그들은 10명의 자녀를 두었으나 그들 중 7명이 유아기를 생존하였다. 그들은 캐서린, 일라이자, 앤, 토머스 러셀, 헬렌 마리아와 제임스 톰슨이었다.

## 역대 선거 결과
| 선거명      | 직책명                          | 대수 | 정당       | 1차 득표율 | 1차 득표수 (선거인단) | 2차 득표율 | 2차 득표수 | 결과 | 당락                        |
| ----------- | ------------------------------- | ---- | ---------- | ---------- | --------------------- | ---------- | ---------- | ---- | --------------------------- |
| 1788년 선거 | 매사추세츠 주지사               | 3대  | 반연방주의 | 18.70%     | 4,145표               |            |            | 2위  | 낙선                        |
| 1789년 선거 | 하원의원 (메사추세츠 제3선거구) | 1대  | 반연방주의 | 26.07%     | 384표                 | 61.06%     | 1,140표    | 1위  | 메사추세츠 주 하원의원 당선 |
| 1790년 선거 | 하원의원 (메사추세츠 제3선거구) | 2대  | 반연방주의 | 59.54%     | 1,067표               |            |            | 1위  | 메사추세츠 주 하원의원 당선 |
| 1793년 선거 | 매사추세츠 주지사               | 3대  | 반연방주의 | 4.76%      | 869표                 |            |            | 3위  | 낙선                        |
| 1800년 선거 | 매사추세츠 주지사               | 6대  | 민주공화당 | 43.62%     | 17,019표              |            |            | 2위  | 낙선                        |
| 1801년 선거 | 매사추세츠 주지사               | 6대  | 민주공화당 | 44.05%     | 20,184표              |            |            | 2위  | 낙선                        |
| 1802년 선거 | 매사추세츠 주지사               | 6대  | 민주공화당 | 39.22%     | 19,443표              |            |            | 2위  | 낙선                        |
| 1803년 선거 | 매사추세츠 주지사               | 6대  | 민주공화당 | 32.05%     | 13,910표              |            |            | 2위  | 낙선                        |
| 1810년 선거 | 매사추세츠 주지사               | 9대  | 민주공화당 | 51.25%     | 46,541표              |            |            | 1위  | 매사추세츠 주지사 당선      |
| 1811년 선거 | 매사추세츠 주지사               | 9대  | 민주공화당 | 52.07%     | 43,828표              |            |            | 1위  | 매사추세츠 주지사 당선      |
| 1812년 선거 | 매사추세츠 주지사               | 10대 | 민주공화당 | 49.28%     | 51,326표              |            |            | 2위  | 낙선                        |
| 1812년 선거 | 미국의 부통령                   | 5대  | 민주공화당 | 50.37%     | 140,431표 (131명)     |            |            | 1위  |                             |